# The Stormlight Archive
The Stormlight Archive är en pågående epic fantasy-serie skriven av den amerikanska författaren Brandon Sanderson. The Way of Kings, planerad som den första av tio böcker i serien, publicerades 31 augusti 2010 av Tor Books i USA. Lanseringen av den andra boken, Words of Radiance, fördröjdes till mars 2014 på grund av Sandersons åtagande att fullfölja Robert Jordans Sagan om Drakens återkomst.

## Publiceringshistorik
Tor Books publicerade några kapitel från The Way of Kings mellan juni och augusti 2010 på sin officiella hemsida, tillsammans med en introduktion från Sanderson. Under sin första vecka var The Way of Kings #7 på The New York Times Best Seller list. De följande veckorna var boken #11, #20, och #25.
I oktober 2010 avslöjade Brandon Sanderson sin preliminära plan att släppa seriens andra bok 2012, cirka två år efter att första boken släpptes. På grund av sitt åtagande att fullfölja Robert Jordans Sagan om Drakens återkomst efter Jordans bortgång blev Sanderson tvungen att skjuta upp utgivningen till 2014, nästan fyra år efter att första boken gavs ut. Den andra boken var ursprungligen betitlad Highprince of War (syftande på Highprince Dalinar), men Sanderson beslöt sig att fokusera på Shallan istället. Han kallade den då för The Book of Endless Pages, men den kom slutligen att heta Words of Radiance med Highprince Dalinars bok planerad som bok tre, Oathbringer.

## Böcker i serien
1. The Way of Kings (2010)
2. Words of Radiance (2014)
3. Oathbringer (2017)
4. Rhythm of War (2020)
5. Wind and Truth (2024)
6. Stormlight 6 (titel ej bestämd ännu) (2031)[12][13]